# همرا ۹۶۷۱
سیارک ۹۶۷۱ (به انگلیسی: 9671 Hemera، نامگذاری:1997TU9) نه هزار و ششصد و هفتاد و یکمین سیارک کشف شده‌است که در ۵ اکتبر ۱۹۹۷ کشف شد.
قدر مطلق سیارک برابر ۱۴٫۰۰ است.